# Augusto Miyashiro Ushikubo
Augusto Sergio Miyashiro Ushikubo (Japón, 26 de enero de 1981) es un ingeniero y político peruano de origen japonés. Fue alcalde del distrito de Chorrillos desde el 1 de enero del 2019 hasta el 31 de diciembre del 2022.

## Biografía
Nació en Japón, el 26 de enero de 1981. Es hijo del exalcalde de la ciudad de Chorrillos, Augusto Miyashiro, quien luego radicó al Perú tras la inmigración japonesa.
Ingresó primero en la Universidad Nacional de Ingeniería donde estudió la carrera de Ingeniería mecánica, sin embargo, no llegó a concluirlos. Posteriormente, ingresó a la Universidad San Ignacio de Loyola donde estudió la carrera de Ingeniería agroindustrial y obtuvo el bachillerato en el año 2008. Cuenta también con un estudio postgrado en Administración en el Centro de Altos Estudios Nacionales.

## Carrera política
Fue militante del partido Solidaridad Nacional y se inició en la política como candidato a regidor del Municipio de Lima en la lista liderada por Luis Castañeda Lossio para las elecciones municipales del año 2014. Miyashiro resultó elegido como regidor para el periodo municipal 2015-2018.

### Alcalde de Chorrillos
En las elecciones municipales del 2018, Miyashiro postuló a la alcaldía del distrito de Chorrillos tras el impedimento de reelección de su padre. Culminando los procesos, Miyashiro resultó elegido como el nuevo alcalde de Chorrillos para el periodo 2019-2022.
Dentro de su gestión, realizó la adquisición de camionetas y motos de serenazgos para combatir la delincuencia.
Con Miyashiro Ushikubo se llegó a concluir la dinastía Miyashiro en el distrito de Chorrillos debido a que en las elecciones municipales del 2022, su padre Augusto Miyashiro de Podemos Perú perdió la elección tras ser vencido por Fernando Velasco de Alianza para el Progreso.